# Xystrocera
Xystrocera är ett släkte av skalbaggar. Xystrocera ingår i familjen långhorningar.

## Bildgalleri

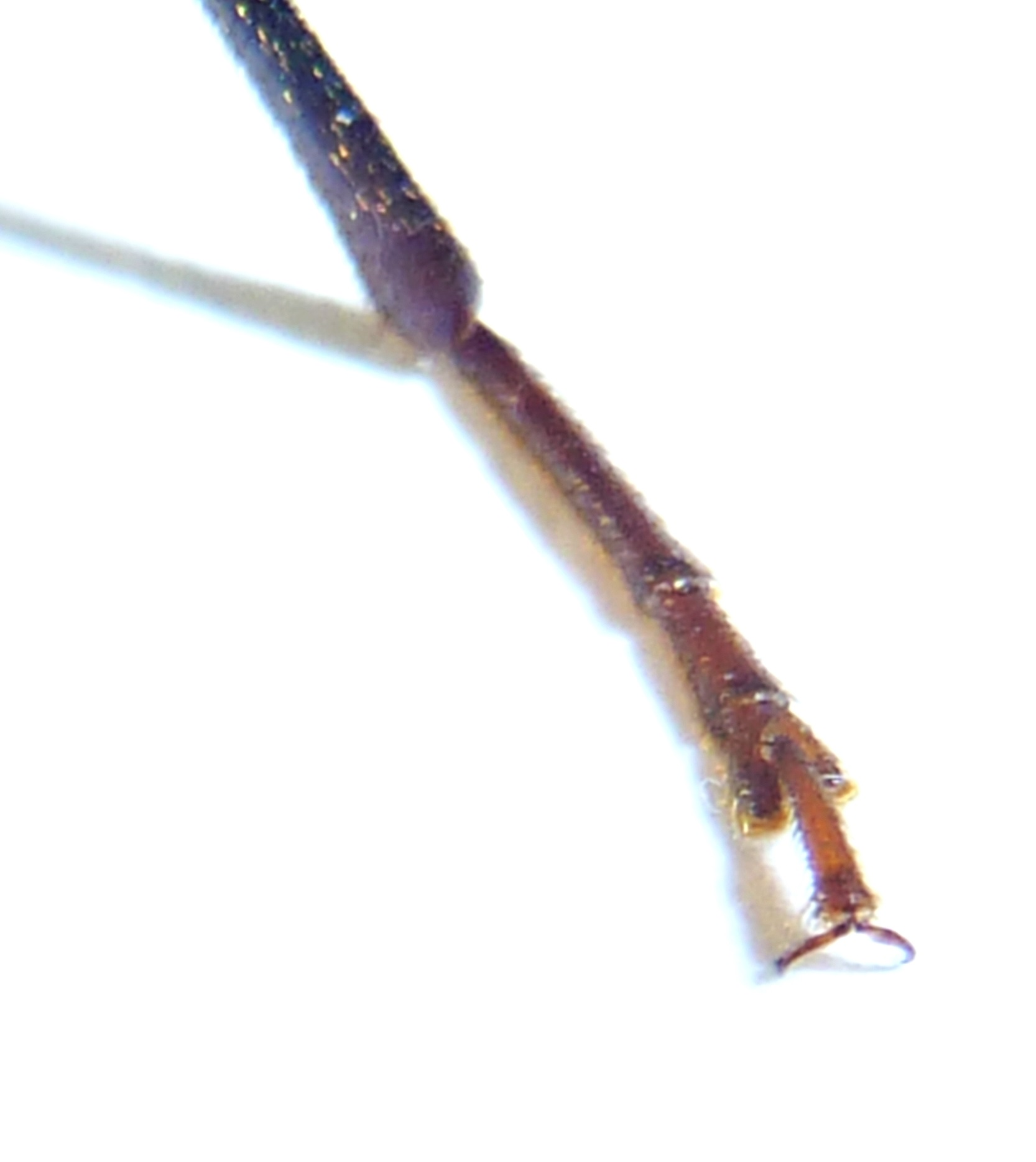
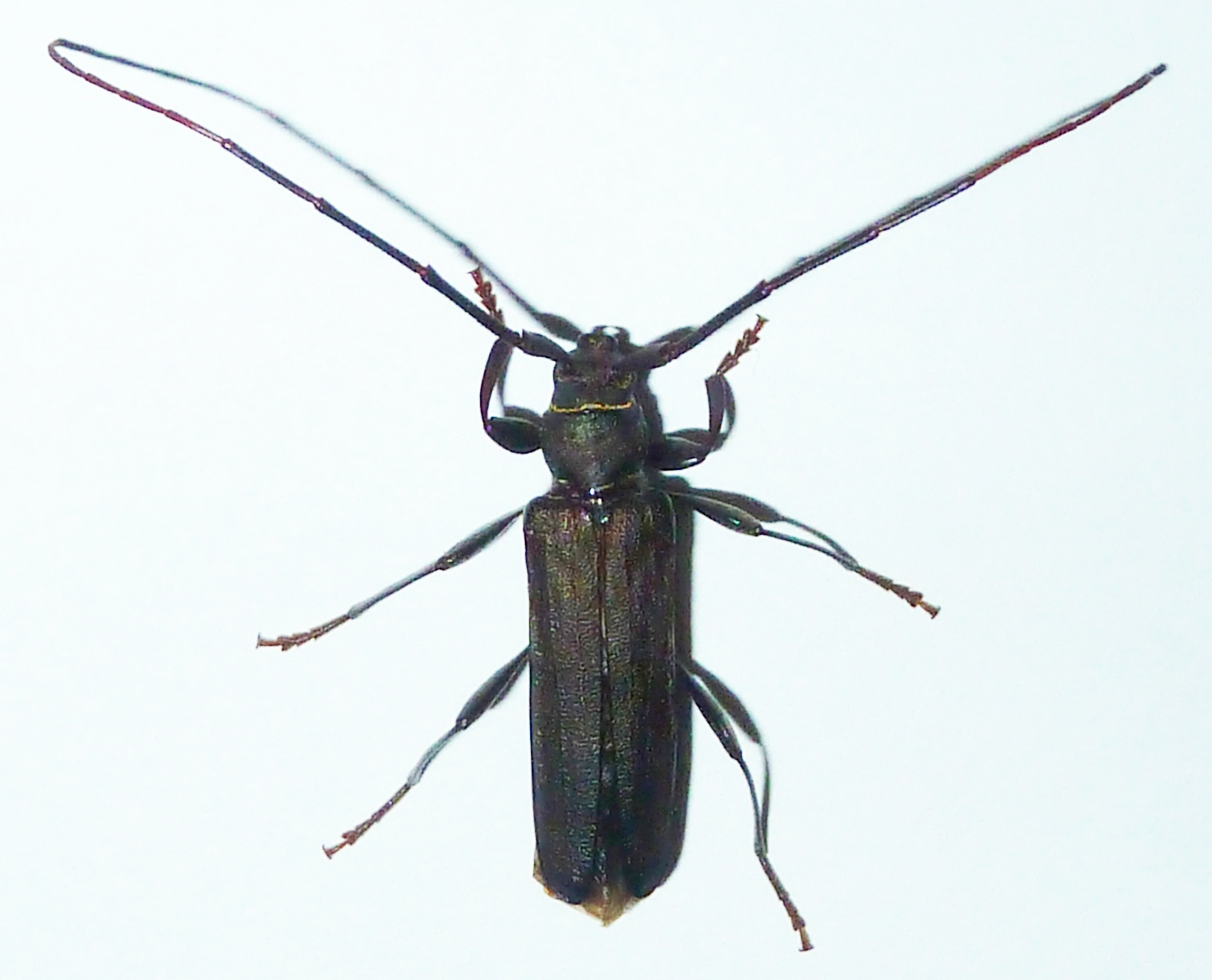
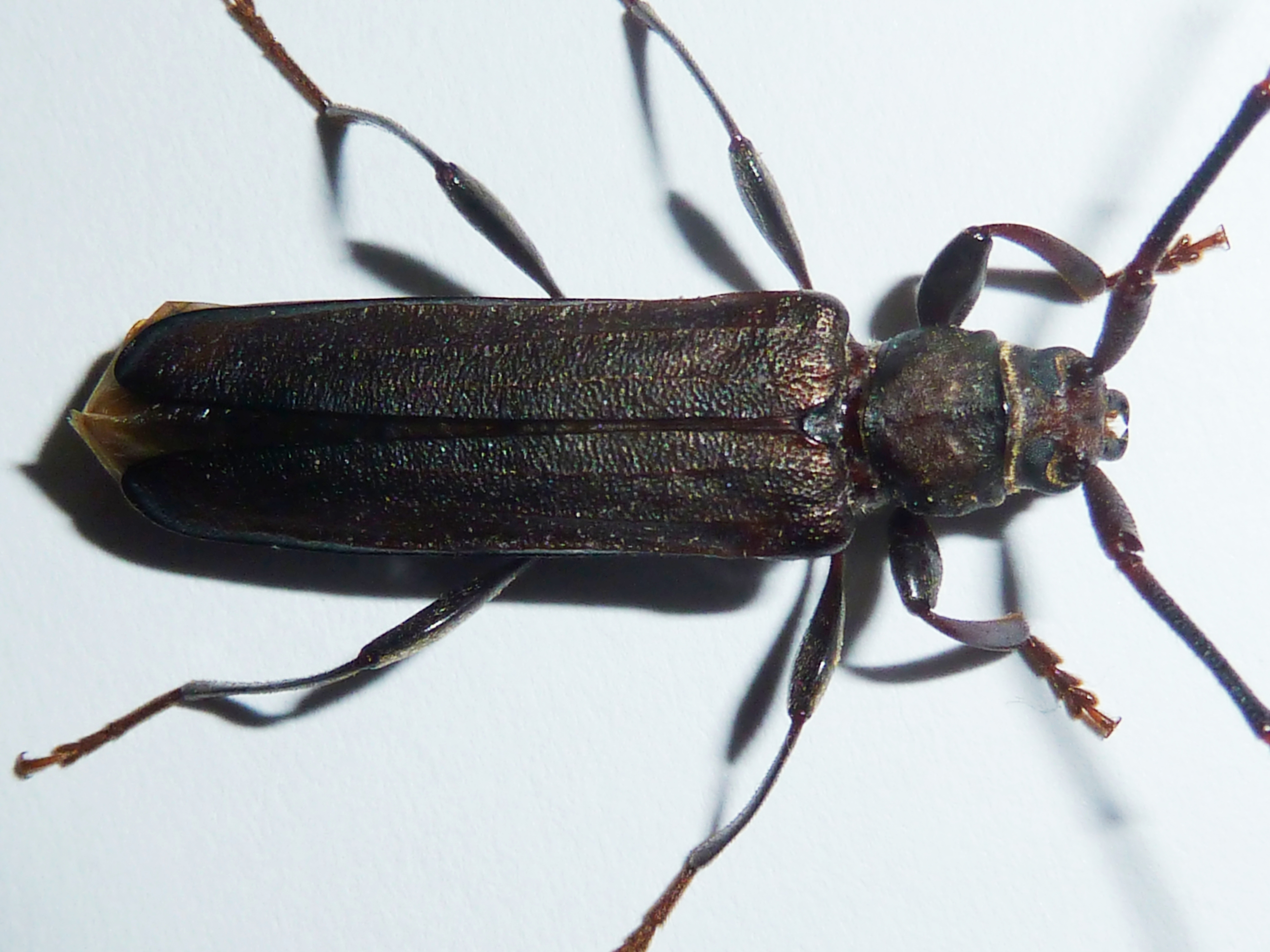
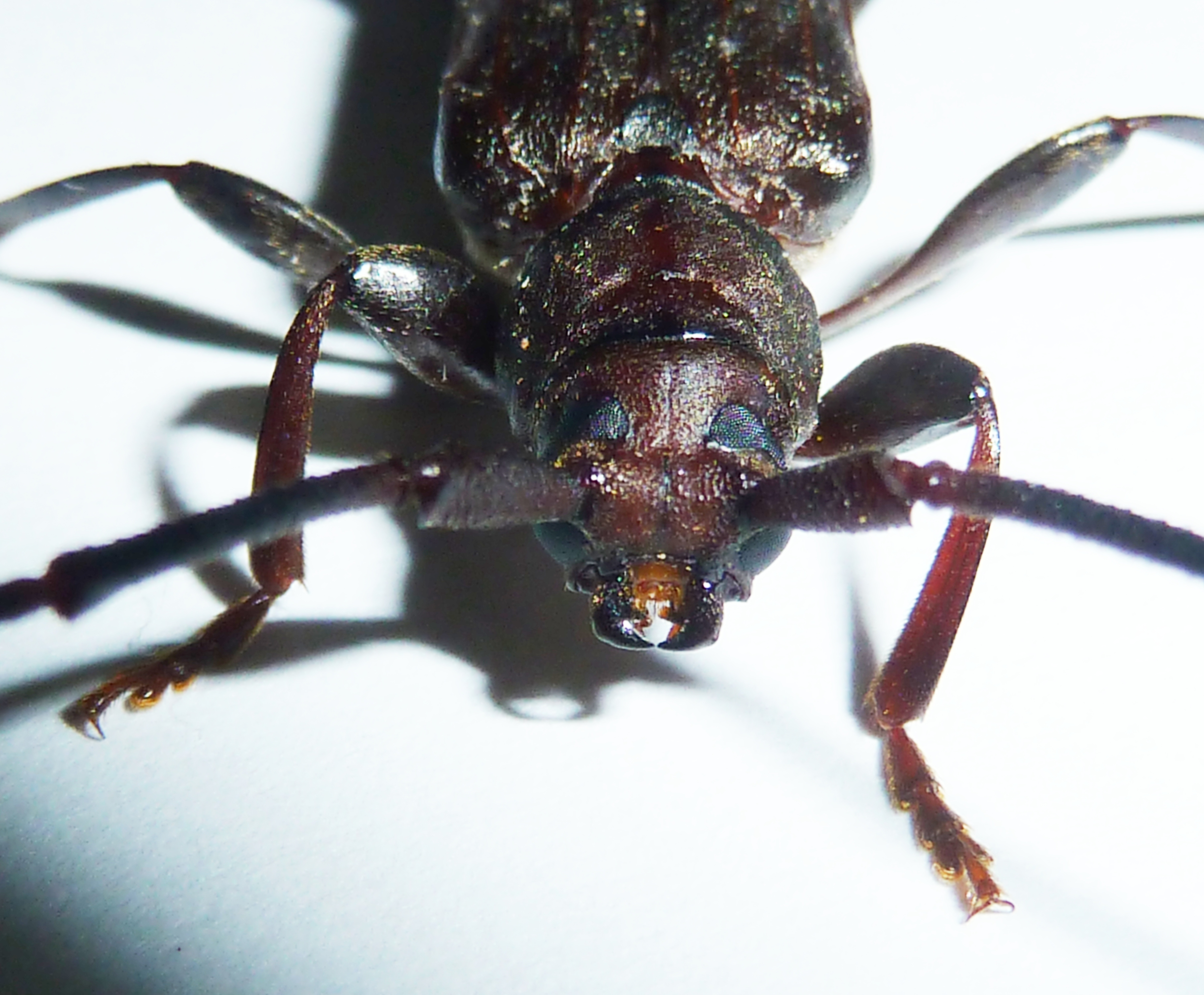
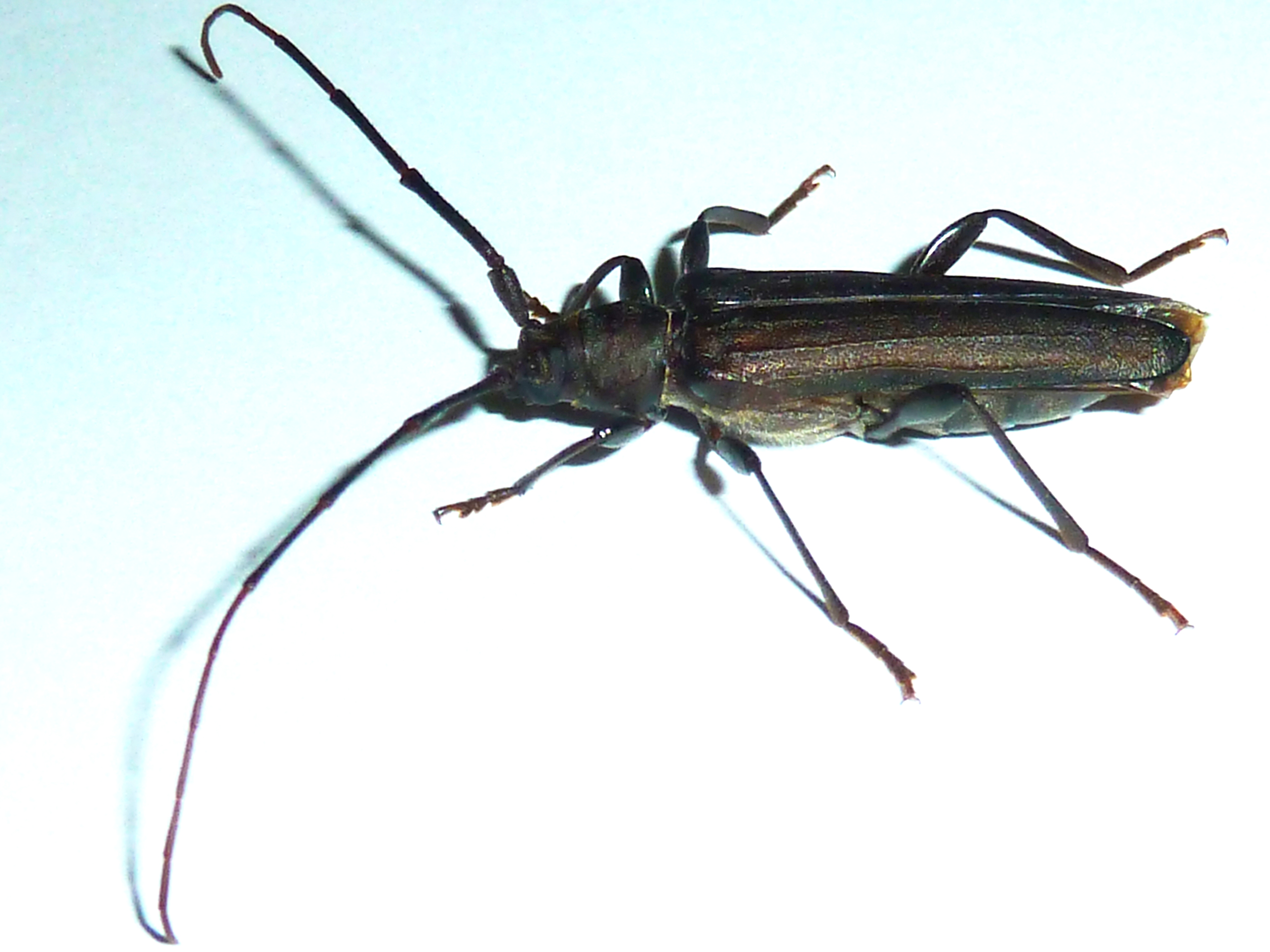
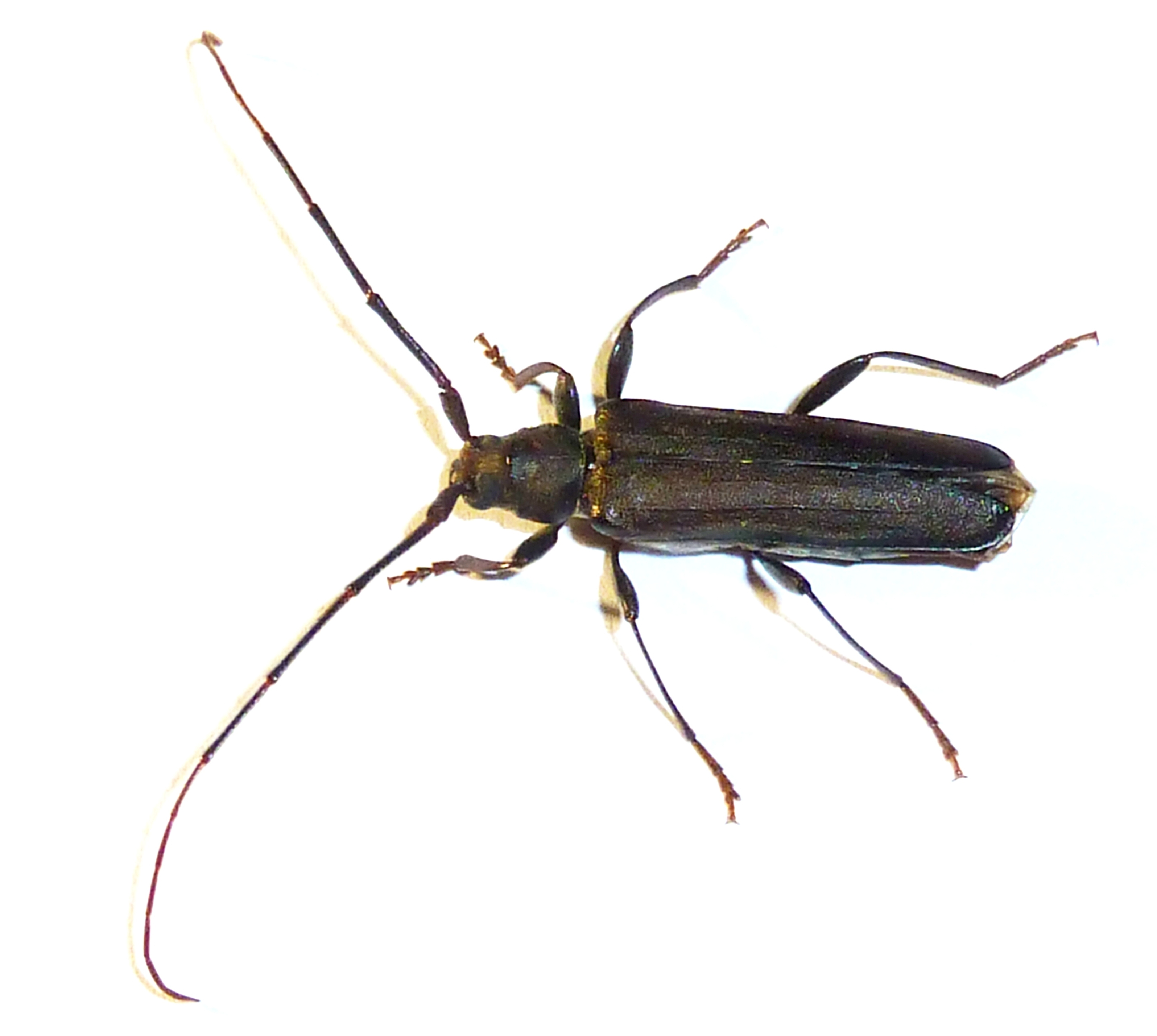

## Dottertaxa tillXystrocera, i alfabetisk ordning[1]
- Xystrocera abrupta
- Xystrocera alcyonea
- Xystrocera ansorgei
- Xystrocera apiculata
- Xystrocera asperata
- Xystrocera australasiae
- Xystrocera bomfordi
- Xystrocera boulardi
- Xystrocera brunnea
- Xystrocera buquetii
- Xystrocera carinipennis
- Xystrocera chalybeata
- Xystrocera conradti
- Xystrocera curvipes
- Xystrocera cyanicollis
- Xystrocera cyanipennis
- Xystrocera devittata
- Xystrocera dispar
- Xystrocera dundensis
- Xystrocera elongata
- Xystrocera erosa
- Xystrocera femorata
- Xystrocera ferreirae
- Xystrocera festiva
- Xystrocera flavovariegata
- Xystrocera fulvipes
- Xystrocera fuscomaculata
- Xystrocera globosa
- Xystrocera gracilipes
- Xystrocera granulipennis
- Xystrocera granulithorax
- Xystrocera holatripes
- Xystrocera interrupta
- Xystrocera janthinicornis
- Xystrocera laeta
- Xystrocera lujae
- Xystrocera marginipennis
- Xystrocera matilei
- Xystrocera minuscula
- Xystrocera minuta
- Xystrocera natalensis
- Xystrocera nigrita
- Xystrocera nitidicollis
- Xystrocera orientalis
- Xystrocera pauliani
- Xystrocera pseudosimilis
- Xystrocera reducta
- Xystrocera rhodesiana
- Xystrocera ruficornis
- Xystrocera rufobrunnea
- Xystrocera semperi
- Xystrocera similis
- Xystrocera skeletoides
- Xystrocera sudanica
- Xystrocera ugandensis
- Xystrocera unicolor
- Xystrocera velutina
- Xystrocera vicina
- Xystrocera villiersi
- Xystrocera violascens
- Xystrocera virescens
- Xystrocera viridilucens
- Xystrocera vittata